# Гай Рубелій Бланд
Гай Рубелій Бланд (лат. Gaius Rubellius Blandus; ? — 38) — державний та військовий діяч Римської імперії, консул-суффект 18 року, римський магістрат та член династії Юліїв-Клавдіїв.

## Життєпис

### Сімейне походження
Нащадок родини вершників, який походив із Тібура. Гай Рубеллій Бландо мав брата Лусіо Рубеллій Бландо, відомого як перший лицар, що прийняв професію вчителя риторики, можливо, через труднощі в тріумвірусну епоху. Його братом був, ймовірно, Гай Рубеллій, спадкоємець підприємця Квінта Турія, якого Цицерон рекомендував на користь правителя Африки Вета Квінта Корніфіція разом із п'ятьма іншими видатними представниками класу вершників. Він, мабуть, залишив глибокий слід в африканській провінції, де його ім'я все ще пам'ятається між 2-м і 3-м століттями.
Батько Рубеллія був одноіменним проконсулом провінції Крит і Кірена, який, очевидно, мав завершити свій cursus honorum з преторством і відповідним проконсульством при Августі. Його шлюб з донькою патриція Луція Сергія Плавта, членом Саліїв Палатинів, забезпечив важливі зв'язки. Ця родинна зв'язаність включала сестру Сергія, яка вийшла заміж за Октавія Лената, двоюрідного брата Рубеллія. Ленат не лише замінив самогубця Марка Кокцея Нерву на посаді куратора акваруму після закінчення консульства, але й з'єднав родини, одруживши свою доньку з сином Нерви, від якого народився майбутній імператор Нерва.

### Кар'єра
Розпочав кар'єру з посади монетарія близько 4-2 рр. до н. е. Був одним з останніх на цій посаді, хто залишив на монетах своє ім'я. У 1 році н. е. став квестором. У 6 році призначено військовим трибуном, а потім призначений на посаду понтифіка. У 11 році обрано претором. У 18 році призначено консулом-суффектом разом з Марком Віпстаном Галлом. У 20 році домагався вигнання Емілії Лепіди, дружини Друза Юлія Цезаря. У 21 році виступив на захист поета Клуторія Пріска. У 33 році одружився з Юлією Друзою, донькою Друза Молодшого та Лівілли. У 35 році призначено проконсулом до провінції Африка. У 36 році повернувся до Риму. Тут опікувався відновлення будов на Авентинському пагорбі після великої пожежі. Помер у 38 році.

## Родина
Виникає гіпотеза, що Рубеллій може бути тим самим Рубелієм, який обіймав посаду консула у 18 році, і що він став сватом Джулії Лівії. З цього шлюбу відомо троє дітей: Рубелліо Друзо, (Сергій?) Рубеллій Плавт, і Рубелліо Бландо. Рубеллій Плавт, хоча його долю затягнуло в суперечки через його імператорське походження, грав важливу роль до своєї трагічної загибелі у 62 році.
Дружина — Юлія Друза
Діти:
- Гай Рубелій Плавт (33—62)
- Рубелія Басса, дружина консула Гая Октавія Лената
- Рубелій Друз